# Каменка (Верховажский район)
Каменка — посёлок в Верховажском районе Вологодской области.
Входит в состав Чушевицкого сельского поселения, с точки зрения административно-территориального деления — в Чушевицкий сельсовет.
Расстояние по автодороге до районного центра Верховажья — 51,1 км, до центра муниципального образования Чушевиц — 7,3 км. Ближайшие населённые пункты — Фоминогорская, Мосеево, Подсосенье.
По переписи 2002 года население — 560 человек (269 мужчин, 291 женщина). Преобладающая национальность — русские (98 %).